# Kuraudo
Kuraudo (クラウド, Kuraudo) é um filme de suspense psicológico japonês de 2024 escrito e dirigido por Kiyoshi Kurosawa, estrelado por Masaki Suda.
O filme estreou fora da competição no 81º Festival Internacional de Cinema de Veneza, em 30 de agosto de 2024. Foi selecionado para o Melhor Longa-Metragem Internacional como a entrada japonesa no 97º Oscar, mas não foi indicado.

## Enredo
Yoshii, um jovem que revende produtos online, se vê no centro de uma série de eventos misteriosos que colocam sua vida em risco.

## Elenco
- Masaki Suda como Ryosuke Yoshii[4]
- Kotone Furukawa como Akiko[4]
- Daiken Okudaira como Sano[4]
- Amane Okayama como Miyake[4]
- Yoshiyoshi Arakawa como Takimoto[4]
- Masataka Kubota como Muraoka[4]
- Yutaka Matsushige[5]
- Masaaki Akahori como Tonoyama Souichi[5]
- Maho Yamada como Chizuru[5]
- Mutsuo Yoshioka como Yabe[5]
- Yusei Mikawa como Inoue[5]
- Toshihiro Yagi como Hojo[5]
- Yoshiyuki Morishita como Murota[5]
- Tetsuya Chiba[5]

## Lançamento
Kuraudo estreou fora da competição no 81º Festival Internacional de Cinema de Veneza . O filme será lançado no Japão em 27 de setembro de 2024. e foi selecionado como a entrada do Japão para o melhor filme internacional no 97º Oscar.
Também foi selecionado na Apresentação de Gala no 29º Festival Internacional de Cinema de Busan para ser exibido em 3 de outubro de 2024. Foi selecionado para o MAMI Mumbai Film Festival 2024 na seção Cinema Mundial.